# 90. ročník udílení Oscarů
90. ročník udílení Oscarů konal 4. března 2018 v Dolby Theatre (dříve Kodak Theatre) v Hollywoodu v Los Angeles, pod hlavičkou Akademie filmového umění a věd, která vybrala jednotlivé vítěze ze 24 různých kategorií. Galavečerem provázel Jimmy Kimmel. Nejvíce nominací získal snímek Tvář vody, celkem 13.
Dne 11. listopadu 2017 Akademie ocenila na svém 9. ročníku tradičního slavnostního večera Governors Awards některé tvůrce speciálními cenami.

## Vítězové a nominovaní
Tučně jsou označeni vítězové.
| Nejlepší film | Nejlepší režisér |
| --- | --- |
| - Tvář vody - Akta Pentagon: Skrytá válka - Dej mi své jméno - Dunkerk - Lady Bird - Nejtemnější hodina - Nit z přízraků - Tři billboardy kousek za Ebbingem - Uteč | - Guillermo del Toro – Tvář vody - Greta Gerwig – Lady Bird - Christopher Nolan – Dunkerk - Jordan Peele – Uteč - Paul Thomas Anderson – Nit z přízraků |
| Nejlepší herečka | Nejlepší herec |
| - Frances McDormandová jako Mildred Hayes – Tři billboardy kousek za Ebbingem - Sally Hawkins jako Elisa Esposito – Tvář vody - Margot Robbie jako Tonya Harding – Já, Tonya - Saoirse Ronan jako Christine McPherson – Lady Bird - Meryl Streep jako Kay Graham – Akta Pentagon: Skrytá válka | - Gary Oldman jako Winston Churchill – Nejtemnější hodina - Timothée Chalamet jako Elio Perlman – Dej mi své jméno - Daniel Day-Lewis jako Reynolds Woodcock – Nit z přízraků - Daniel Kaluuya jako Chris Washington – Uteč - Denzel Washington jako Roman J. Israel – Roman J. Israel, Esq. |
| Nejlepší herečka ve vedlejší roli | Nejlepší herec ve vedlejší roli |
| - Allison Janney jako LaVona Golden – Já, Tonya - Mary J. Blige jako Florence Jackson – Mudbound - Laurie Metcalf jako Marion McPherson – Lady Bird - Octavia Spencer jako Zelda Fuller – Tvář vody - Lesley Manville jako Marion McPherson – Nit z přízraků                                   | - Sam Rockwell jako strážník Jason Dixon – Tři billboardy kousek za Ebbingem - Willem Dafoe jako Bobby Hicks – The Florida Project - Richard Jenkins jako Giles – Tvář vody - Christopher Plummer jako J. Paul Getty – Všechny prachy světa - Woody Harrelson jako Bill Willoughby – Tři billboardy kousek za Ebbingem |
| Nejlepší původní scénář | Nejlepší adaptovaný scénář |
| - Jordan Peele – Uteč - Guillermo del Toro a Vanessa Taylor – Tvář vody - Greta Gerwig – Lady Bird - Emily V. Gordon a Kumail Nanjiani – Pěkně blbě - Martin McDonagh – Tři billboardy kousek za Ebbingem                                                                                      | - James Ivory – Dej mi své jméno - Scott Neustadter a Michael H. Weber – The Disaster Artist - Dee Rees a Virgil Williams – Mudbound - Aaron Sorkin – Velká hra - Scott Frank, James Mangold a Michael Green – Logan: Wolverine |
| Nejlepší kamera | Nejlepší střih |
| - Roger Deakins – Blade Runner 2049 - Hoyte van Hoytema – Dunkerk - Dan Laustsen – Tvář vody - Rachel Morrison – Mudbound - Bruno Delbonnel – Nejtemnější hodina | - Lee Smith – Dunkerk - Paul Machliss a Jonathan Amos – Baby Driver - Sidney Wolinsky – Tvář vody - Tatiana S. Riegel – Já, Tonya - Jon Gregory – Tři billboardy kousek za Ebbingem |
| Nejlepší animovaný film | Nejlepší cizojazyčný film |
| - Coco - Živitel - S láskou Vincent - Mimi šéf - Ferdinand | - Fantastická žena (Chile) – režie Sebastián Lelio - Čtverec (Švédsko) – režie Ruben Östlund - Nemilovaní (Rusko) – režie Andrej Zvjagincev - L'insulte (Libanon) – režie Ziad Doueiri - O těle a duši (Maďarsko) – režie Ildikó Enyediová |
| Nejlepší dokument – film | Nejlepší dokument – krátkometrážní film |
| - Icarus - Abacus: Small Enough to Jail - Visages, villages - Poslední v Aleppu - Strong Island | - Heaven Is a Traffic Jam on the 405 - Edith+Eddie - Heroin(e) - Knife Skills - Traffic Shop |
| Nejlepší krátkometrážní film | Nejlepší animovaný krátkometrážní film |
| - Tiché dítě - Základní škola DeKalb - 11. hodina - My Nephew Emmett - Watu Wote | - Dear Basketball - Zahradní party - Lou - Negativní prostor - Pohádky naruby |
| Nejlepší skladatel | Nejlepší filmová píseň |
| - Alexandre Desplat – Tvář vody - Jonny Greenwood – Nit z přízraků - Hans Zimmer – Dunkerk - John Williams – Star Wars: Poslední z Jediů - Carter Burwell – Tři billboardy kousek za Ebbingem                                                                                                  | - „Remember Me“ – Coco (Kristen Anderson-Lopez a Robert Lopez) - „Mighty River“ – Mudbound (Mary J. Blige, Raphael Saadiq a Taura Stinson) - „Mystery of Love“ – Dej mi své jméno (Sufjan Stevens) - „Stand Up for Something“ – Marshall (Diane Warren, Lonnie Lynn) - „This Is Me“ – Největší showman (Benj Pasek a Justin Paul) |
| Nejlepší střih zvuku | Nejlepší zvuk |
| - Richard King a Alex Gibson – Dunkerk - Julian Slater – Baby Driver - Mark Mangini a Theo Green – Blade Runner 2049 - Nathan Robitaille a Nelson Ferreira – Tvář vody - Matthew Wood a Ren Klyce – Star Wars: Poslední z Jediů                                                                | - Mark Weingarten, Gregg Landaker a Gary A. Rizzo – Dunkerk - Julian Slater, Tim Cavagin a Mary H. Ellis – Baby Driver - Ron Bartlett, Doug Hemphill a Mac Ruth – Blade Runner 2049 - Christian Cooke, Brad Zoern a Glen Gauthier – Tvář vody - David Parker, Michael Semanick, Ren Klyce a Stuart Wilson – Star Wars: Poslední z Jediů                                                                                                   |
| Nejlepší výprava | Nejlepší masky |
| - Paul Denham Austerberry, Shane Vieau a Jeff Melvin – Tvář vody - Nathan Crowley a Gary Fettis – Dunkerk - Dennis Gassner a Alessandra Querzola – Blade Runner 2049 - Sarah Greenwood a Katie Spencer – Kráska a zvíře - Sarah Greenwood a Katie Spencer – Nejtemnější hodina                 | - Kazuhiro Tsuji, David Malinowski a Lucy Sibbick – Nejtemnější hodina - Arjen Tuiten – (Ne)obyčejný kluk - Daniel Phillips a Lou Sheppard – Victoria a Abdul |
| Nejlepší kostýmy | Nejlepší vizuální efekty |
| - Mark Bridges – Nit z přízraků - Jacqueline Durran – Kráska a zvíře - Jacqueline Durran – Nejtemnější hodina - Luis Sequeira – Tvář vody - Consolata Boyle – Victoria a Abdul | - John Nelson, Gerd Nefzer, Paul Lambert a Richard R. Hoover – Blade Runner 2049 - Joe Letteri, Daniel Barrett, Dan Lemmon a Joel Whist – Válka o planetu opic - Christopher Townsend, Guy Williams, Jonathan Fawkner a Dan Sudick – Strážci Galaxie Vol. 2 - Stephen Rosenbaum, Jeff White, Scott Benza a Mike Meinardus – Kong: Ostrov lebek - Ben Morris, Mike Mulholland, Neal Scanlan a Chris Corbould – Star Wars: Poslední z Jediů |

### Governors Awards
Dne 11. listopadu 2017 Akademie ocenila na svém 9. ročníku tradičního slavnostního večera Governors Awards některé tvůrce speciálními cenami.
- Agnès Varda – francouzská režisérka, scenáristka, střihačka a producentka
- Donald Sutherland – kanadský herec
- Owen Roizman – americký kameraman
- Charles Burnett – americký režisér, scenárista, producent, střihač a kameraman

#### Speciální ocenění
- Alejandro González Iñárritu za jeho virtuální projekt Carne y Arena

## Zajímavosti
- Režisérka Agnès Varda se ve svých 89 letech stala nejstarší osobou nominovaná na Oscara v historii
- Scenárista James Ivory, který je pouze o týden mladší než Agnès Varda, se stal nejstarším mužem nominovaným na Oscara
- Ve věku 88 let se stal Christopher Plummer nejstarším hercem nominovaným na Oscara, překonal tak Gloriu Stuart, která byla nominovaná ve věku 87 let za výkon ve filmu Titanic
- Meryl Streep získala svojí 21. nominaci a zlomila tak svůj vlastní rekord v počtu nejvíce nominací na Oscara (u herců a hereček)
- Skladatel John Williams získal svojí 51. nominaci a zlomil tak svůj vlastní rekord v počtu nejvíce nominací
- Greta Gerwig se stala teprve pátou ženou nominovanou na cenu Oscara v kategorii nejlepší režie
- Rachel Morrison se stala první nominovanou ženou v kategorii nejlepší kamera
- Agnès Varda je první filmařkou, která získala ocenění Honorary Award a ten samý rok byla nominovaná na Oscara. Je nominována za svůj dokument Visages, villages
- Christopher Nolan získal svojí první nominaci v kategorii nejlepší režie, přesto že byl už čtyřikrát nominován na cenu, která se předává nejlepších režisérům Directors Guild of America Awards
- Dee Rees je první Afroameričankou nominovanou v kategorii nejlepší adaptovaný scénář a pouze druhou Afroameričankou nominovanou na cenu Oscara za scenáristku. První byla Suzanne de Passe, která byla nominovaná v kategorii nejlepší původní scénář v roce 1973
- Uteč je teprve šestý hororový snímek nominovaný na Oscara v kategorii nejlepší film
- Logan: Wolverine je prvním superhrdinským filmem, který získal nominaci v kategorii nejlepší adaptovaný scénář
- Michael Stuhlbarg je prvním hercem, který se objevil ve třech nominovaných filmech v kategorii nejlepší film (Dej mi tvé jméno, Akta Pentagon: Skrytá válka a Tvář vody)
- Poprvé jsou nominovány stejné filmy v kategoriích nejlepší zvuk a nejlepší střih zvuku